# Чорнобабенко Тимофій Тимофійович
Тимофій Тимофійович Чорнобабенко (15 жовтня 1913, м. Крюків, Полтавська губернія, Російська імперія — 18 травня 1995, м. Афула, Ізраїль) — педагог, заслужений вчитель УРСР

## Біографія
В 1924 році разом з багатодітною (в сім'ї було восьмеро дітей) родиною, по плановому державному переселенню, переїхав в село Діброва Новобузького району Миколаївської області.
В 1929 році закінчив Новобузьку семирічну школу і вступив в Миколаївський педагогічний технікум (м. Миколаїв). На другому році навчання, разом з іншими найкращими учнями, був включений в навчальну групу з посиленою програмою занять, що дозволило через шість місяців завершити навчання в технікумі.
В 18 років Тимофій Чорнобабенко одержав диплом вчителя — його призначили вчителем Приютської початкової школи Новобузького району Миколаївської області, а в 1932 переводять на посаду завідувача (директора) Новосільської початкової школи Новобузького району Миколаївської області.
В 1937 році Чорнобабенко всупає до Херсонського педагогічного інституту на фізичний відділ фізико-математичного факультету, який закінчує в 1937 році.

Чорнобабенко Т. Т. серед учнів

Після закінчення інституту одержує призначення в свій, Новобузький район, де процює до грудня 1939 року — спочатку тільки вчителем фізики, а потім і завідувачем навчальної частини Баратівської середньої школи.
В кінці 1939 року був мобілізований до Радянської Армії, служив у стрілецькій дивізії, з якою брав участь в радянсько-фінській війні і зайнятті Радянською Армією Північної Буковини.
В 1941 році полк, в якому служив Тимофій Чорнобабенко перекидають у Волинську область, на той момент вже радянсько-німецький кордон. Йому присвоюють звання молодшого сержанта.
З перших годин початку радянсько-німецької війни (22 червня 1941 року) бере участь в бойових діях. Далі була спроба в цивільній одежі пробратися на схід до своїх військ, арешт німецькою польовою жандармерією, тюрма, табір для військовополонених, втеча з полону, партизани, праця на сільськогосподарських роботах у Волинській області.
З поверненням фронту назад, знову бере участь у бойових діях в складі радянських військ.
При звільненні Волині Тимофія Тимофійовича було тяжко поранено. Він потрапив у госпіталь. Після лікування, відповідно до указу про відкликання з фронту вчителів, Тимофія Тимофійовича Чорнобабенка направляють на вчительську роботу.
З 1944 року і до виходу на пенсію у 1983 році працював Тимофій Тимофійович вчителем фізики і астрономії в Рожищенській середній школі № 1 (Волинська область).
Його називали «…легендою першої Рожищенської школи — вчитель за покликанням, ерудований, талановитий педагог і вихователь, майстер педагогічної справи з широким діапазоном знань, безмежно відданий справі навчання і виховання школярів».

Заслужений вчитель УРСР Чорнобабенко Т. Т. Рожищенської школи № 1 на уроці фізики

Сотні його учнів стали науковцями, відомими військовими, вчителями та викладачами ВНЗ України, керівниками різних закладів і організацій. Серед них — Г. Корчагін, Л. Процюк, І. Карбовська, Л. Маруженко, Л. Присяжнюк, П. Ткачук, В. Пустовий, І. Олексеюк, Н. Бойко, В. Яцків, С. Масалов, А. Федоренко, В. Сацюк, Й. Коновал, В. Ніколайчук, М.Ващук, Н.Подупейко, М.Павлюк, Л.Калапуша, Г. Давидюк, З. Бортнік, О. Киричок, М. Багнюк, С. Левченко, В. Ковальчук та багато інших.
Т. Т. Чорнобабенко був постійним керівником Рожищенського районного методичного об'єднання вчителів фізики, наставником молодих вчителів.
Всі роки роботи в школі вів школу передового педагогічного досвіду вчителів фізики і астрономії. Тримав зв'язок із педагогами найвіддаленіших шкіл району. Організовував виїзні засідання, допомагав сільським вчителям у забезпеченні приладами і матеріалами для проведення лабораторних робіт, демонстраційних експериментів та фізичного практикуму.
За участь в Другій світовій війні, багаторічну педагогічну роботу, Т. Т. Чорнобабенка було нагороджено орденами і медалями.
У 1968 році він обирався делегатом II Всесоюзного з'їзду вчителів СРСР.
Етнічний українець Тимофій Чорнобабенко був одружений з Ольгою Яківною, етнічною єврейкою, і пережив її — вона похована на цвинтарі в Рожищі.
В 1988 році, по наполегливому проханню своїх трьох дітей, разом із їх родинами, Тимофій Тимофійович виїхав на постійне проживання в Ізраїль.
Помер в Ізраїлі 18 травня 1995 року, похований на місцевому цвинтарі міста Афула.

## Нагороди
- Орден Вітчизняної війни (1985);
- Заслужений вчитель УРСР (1968);
- Орден Трудового Червоного Прапора (1966);
- Відмінник народної освіти УРСР (1968);
- Медаль «За перемогу над Німеччиною у Великій Вітчизняній війні 1941—1945 рр.» (1946)
- Медаль «За трудову відзнаку» (1954);

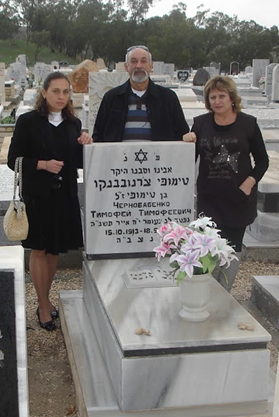
Члени родини біля надгробка Т. Т. Чорнобабенка. (Афула, 2011)

- Медаль «Ветеран праці» (1975);
- Сім ювілейних медалей.

## Спогад учня
Доктор фізико-математичних наук, дійсний член Нью-Йоркської академії наук, професор кафедри фізики твердого тіла та інформаційно-вимірювальних технологій Східноєвропейського національного університету Г. Є. Давидюк згадує: «Часто Тимофій Тимофійович запрошував кращих учнів старших класів до себе додому. В такі хвилини його обличчя світилося, він натхненно розповідав нам цікаві історії з розвитку фізики і астрономії, показував старі книги, які були лише у його власній бібліотеці. Із зустрічей з Тимофієм Тимофійовичем після закінчення школи зрозумів, що кожен з нас залишився у його серці, глибоко хвилюючи невдачами і радуючи успіхами. Його зірка у моєму житті ніколи не згасне».